# 亞米公
亞米公（日语：／ Amekou */?）是日語中用來對美國人的蔑稱。

## 概要
為「（亞米利加合衆国，中文稱為美利堅合眾國）」的略稱，「公」本來是用來尊稱擁有公爵爵位的人，或是對成年男子的尊稱，但在近代以後產生了放在普通人的名字後面以表達親昵或者輕蔑的用法，含有侮蔑意味。除此之外亦延伸出許多的詞彙，如：（或寫作，；在過去本意為尚不能獨當一面的狀態，但在後來同一樣慢慢演變爲對朝鮮人的蔑稱），（對意大利人的蔑稱）等等。